# شننو (استان ماسوویان)
شننو (به لهستانی:  Sienno) یک روستا در لهستان است که در گمینا شننو واقع شده‌است. شننو ۱٬۰۰۰ نفر جمعیت دارد.